# Peducaeus Marcianus
Peducaeus Marcianus (sein Praenomen ist nicht bekannt) war ein im 2. Jahrhundert n. Chr. lebender Angehöriger des römischen Ritterstandes (Eques).
Durch ein Militärdiplom, das auf den 7. März 160 datiert ist, ist belegt, dass Marcianus 160 Kommandeur der Ala Antiana Gallorum et Thracum sagittaria war, die zu diesem Zeitpunkt in der Provinz Syria Palaestina stationiert war; die Leitung dieser Einheit dürfte sein drittes militärisches Kommando im Rahmen der Tres militiae gewesen sein.